# XYY-Syndrom
Das XYY-Syndrom ist eine numerische Chromosomenaberration, bei der ein Mann ein zusätzliches Y-Chromosom hat. Dieser Genotyp verursacht in der Regel wenig Symptome. Das Syndrom entsteht durch ein zufälliges Ereignis bei der Bildung der Spermien und ist in der Regel nicht erblich. Es kann durch Chromosomen-Analyse nachgewiesen werden. Die meisten Träger bleiben jedoch unerkannt.

## Geschichte und Benennung
Der erste wissenschaftlich belegte Fall wurde im August 1961 von der Arbeitsgruppe um Avery A. Sandberg in der Zeitschrift The Lancet publiziert. Es handelte sich dabei um einen zufälligen Fund, der betroffene Mann war phänotypisch völlig unauffällig.
Im Gegensatz zu anderen Syndromen, wie zum Beispiel dem Klinefelter-Syndrom oder dem Turner-Syndrom, wurde das XYY-Syndrom nicht nach seinen Entdeckern benannt. Dies erklärt sich damit, dass die Nomenklatur ab etwa 1960 keine Benennung nach dem Erstbeschreiber mehr vorsah, sondern nach der chromosomalen Struktur, in diesem Fall also 47, XYY. Dennoch wird es nach Patricia A. Jacobs, der generellen Erstbeschreiberin von Geschlechts-Chromosenaberrationen, die 1965 auch das XYY-Syndrom untersuchte, mitunter auch als Jacobs-Syndrom bezeichnet.
Weitere Bezeichnungen für das XYY-Syndrom sind XYY-Trisomie, Diplo-Mann-Syndrom, Supermaskulinitäts-Syndrom, Diplo-Y-Syndrom, YY-Syndrom oder Polysomie Y bezeichnet.

## Kennzeichen
Es gibt phänotypische Unterschiede zwischen Männern mit und ohne XYY-Syndrom, diese sind jedoch keinesfalls zwingend vorhanden:
- Dazu zählt eine erhöhte durchschnittliche Körpergröße, die durch ein beschleunigtes Wachstum bereits im frühen Kindesalter bedingt ist. Die Menschen sind im Vergleich zur prognostizierten Körpergröße um etwa sieben bis acht Zentimeter größer. Bedingt dadurch wirken sie eher schlank, denn ihr Körpergewicht nimmt nicht im gleichen Maße zu. Wegen dieses Habitus wird oft fälschlich zuerst ein Marfan-Syndrom angenommen.
- In vielen Fällen wird von heftiger Akne in der Jugend berichtet, die sich durchaus bis weit ins Erwachsenenalter erstrecken kann.[2]

Weitere körperliche Auffälligkeiten, die bei XYY-Männern häufiger vorkommen als beim Rest der Bevölkerung, sind z. B.:
- Leicht vergrößerte Proportionen im Gesichtsbereich (z. B. größere Zähne, Ohren und Gesichtsschädel, prominenter Nasenrücken)
- Längere Hände und Füße
- Leichte Delle am Brustbein (Pectus excavatum)
- Knöcherne Verbindung zwischen Elle und Speiche (Radioulnare Synostose)
- Unterschiedliche Herzfehler
- Hodenhochstand (Maldescensus testis)
- leichte Lernschwierigkeiten

Nicht bestätigt haben sich Annahmen wie die, XYY-Männer seien kognitiv retardiert oder kriminelle Soziopathen, die aus statistischen Fehlern entstanden. Jedoch zeigten Studien, dass trotz Anpassung an die sozioökonomischen Begebenheiten die Verurteilungen für z. B. Sexualstraftaten erhöht blieben. Das Bild des kriminellen XYY-Manns mit einem Hang zu Sexualstraftaten wurde dennoch propagiert, beispielsweise in dem Film Alien 3.

## Häufigkeit und Ursache

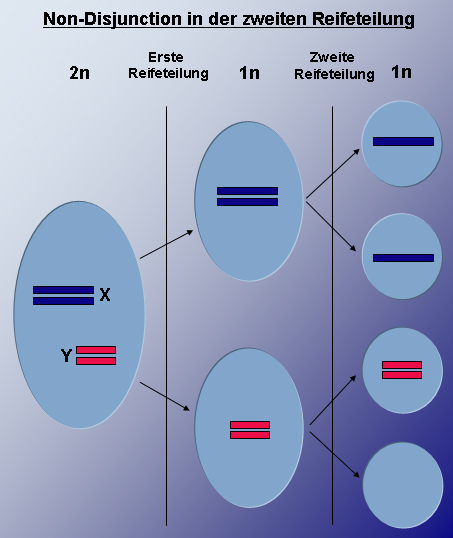
Schema der Meiose – Entstehung von aneuploiden Keimzellen durch Non-Disjunction in der zweiten Reifeteilung

Die Prävalenz liegt weltweit zwischen 1:590 (Nordeuropa) und 1:2000 (USA), wobei es zu wenige hinreichend große Studien gibt, um eine präzise Aussage zuzulassen.
Das Syndrom entsteht durch ein zufälliges Ereignis bei der Bildung der Spermien des Vaters und ist in der Regel nicht erblich. Es kann durch Chromosomen-Analyse nachgewiesen werden. Bei der Spermatogenese, also der Bildung der männlichen Keimzellen, kommt es in der Meiose II zu einem Non-Disjunction-Ereignis beim Y-Chromosom. Die beiden Chromatiden trennen sich nicht voneinander. Dadurch entstehen mit einem Verhältnis von 50 % Spermien mit dem Karyotyp (23, X), welcher der übliche ist. Aber zu 25 % entstehen auch Spermien mit dem Karyotyp (24, YY) und zu ebenfalls 25 % Spermien ganz ohne Gonosomen. Verschmilzt nun ein (24, YY)-Spermium mit einer (23, X)-Eizelle ist die Zygote demnach (47, XYY).

## Behandlung
Die Behandlung für Jungen im Kindes- und Jugendalter kann bei Bedarf Sprachtherapie und Hausaufgabenbetreuung umfassen. Die Ergebnisse sind in der Regel gut.
Die Prognose ist gut, die Lebenserwartung ist nicht beeinflusst.

## Vergleich mit anderen Chromosomenanomalien
Menschen mit dem XYY-Syndrom sind phänotypisch männlich, besitzen jedoch, abweichend vom üblichen männlichen Karyotyp (46, XY), ein zusätzliches Y-Chromosom (47, XYY). Es können auch weitere X-Chromosomen vorhanden sein.
Wenn es in der Eizelle und im Spermium sowohl zu einer Nondisjunction der homologen Chromosomen (Meiose I) kommt als auch zu einer Nondisjunktion der Schwesterchromatiden (Meiose II), so ist die maximale numerische Chromosomenaberration (52, XXXXXXYY). Dies ist jedoch sehr unwahrscheinlich. Karyotypen wie (48, XXYY) oder (maximal) (52, XXXXXXYY) sind möglich.
Da XYY-Männer praktisch vollkommen beschwerdefrei sind, besitzt dieser Genotyp keine klinische Relevanz. Deshalb wird die Bezeichnung „Syndrom“ auch kritisiert.

## Fruchtbarkeit
Zur Fruchtbarkeit und Vererbung der Chromosomananomalie gibt es unterschiedliche Studienergebnisse.
Eine Studie von 2001 besagt, dass bei XYY-Männern die Häufigkeit von Spermien mit 24-XY und 24-YY unter 1 % lag. Demnach bestehe nur eine sehr geringe Wahrscheinlichkeit, das zusätzliche Y-Chromosom weiterzuvererben, da es meistens bei der Spermatogenese verloren gehe. Die Männer wiesen zwar eine verringerte Spermienqualität mit hohem Anteil an unreifen Spermien (Spermatogonien) auf, die reifen Spermien seien allerdings wie üblich ausgebildet, wenn auch in geringerer Anzahl.
Nach einer Studie von 2013 wiesen XYY-Männer unterschiedliche Grade an Unfruchtbarkeit auf. Von drei untersuchten XYY-Männern, die sich nach zwei Jahren ohne Erfüllung ihres Kinderwunsches vorgestellt hatten, waren alle groß und hatten einen erhöhten Body-Mass-Index. Die Befunde der Hodenuntersuchungen reichten von normalen bis zu atrophischen Hoden. Spermaanalysen zeigten Oligospermie und unterschiedliche endokrine Profile. Darin zitierte Studien berichteten über einen Zusammenhang zwischen XYY und Fertilitätsproblemen und eine erhöhte Inzidenz chromosomal abnormaler Spermien. Diese höhere Prävalenz hyperhaploider Spermien führe demnach zu einem erhöhten Risiko, das zusätzliche Y-Chromosom an die Nachkommen weiterzugeben. XYY-Männer können variable Spermienzahlen haben, die von normal bis Azoospermie reichen.